# Latin Grammy Awards
Een Latin Grammy Award is een muziekprijs die toegekend wordt door de Latin Academy of Recording Arts & Sciences. Alle liedjes in het Portugees of het Spaans komen in aanmerking voor deze prijs die in de Verenigde Staten uit wordt gereikt. Ook liedjes in talen als Catalaans, Nahuatl, Quechua en Galicisch komen in aanmerking. Net als de Grammy Awards zelf worden de liedjes geselecteerd en verkozen door vakgenoten uit de muziekindustrie van over de hele wereld.

## Geschiedenis
De eerste ceremonie werd gehouden in het Staples Center in Los Angeles op 13 september 2000 en werd uitgezonden door CBS. Het is het eerste programma dat in de VS op primetime volledig in het Spaans werd uitgezonden op een nationale, Engelstalige zender. In 2001 werd de uitreiking opgeschort omdat deze gepland stond op de avond van 11 september. Tegenwoordig wordt de uitreiking uitgezonden op Univision, een Spaanstalige zender.

## Prijzen
In totaal zijn er drie spektakels: 
- de uitreiking van een oeuvreprijs die toegekend wordt voor het gehele werk van een artiest of groep;
- het uitroepen van een persoonlijkheid van het jaar, die wordt geëerd tijdens een galadiner;
- de ceremonie van de Grammy's zelf, die artiesten uit geheel Latijns-Amerika en het Iberisch Schiereiland bij elkaar brengt en uitgezonden wordt in 80 landen, inclusief Brazilië.

### Categorieën
In totaal worden er meer dan 40 prijzen uitgereikt, verdeeld over verschillende categorieën ingedeeld naar genre. Daarnaast zijn er vier overkoepelende categorieën die onafhankelijk van genre toe worden gekend: 
- Nummer van het jaar, voor de artiest of groep en het productieteam van een enkel lied;
- Album van het jaar, voor de artiest of groep en het productieteam van een volledig album;
- Compositie van het jaar, toegekend aan de schrijver of componist van een enkel lied;
- Beste nieuwkomer, toegekend aan een artiest of groep, zonder daarbij een specifiek nummer of album te noemen.

## Winnaars
Hieronder een overzicht van de winnaars van de persoonlijkheid van het jaar en de vier overkoepelende prijzen naar jaar.
| Jaar | Stad van uitreiking | Persoonlijkheid    | Beste nummer Artiest                                                      | Beste album Artiest                                        | Beste compositie Artiest Componist(en)                                                                         | Nieuwkomer      |
| ---- | ------------------- | ------------------ | ------------------------------------------------------------------------- | ---------------------------------------------------------- | --- | --------------- |
| 2000 | Los Angeles         | Emilio Estefan     | Corazón espinado Santana feat.Maná                                        | Amarte es un placer Luis Miguel                            | Dímelo (I Need To Know) Marc Anthony Angie Chirino, Cory Rooney, Marc Anthony, Robert Blades                   | Ibrahim Ferrer  |
| 2001 | Los Angeles         | Julio Iglesias     | El alma al aire Alejandro Sanz                                            | El Alma al aire Alejandro Sanz                             | El Alma al aire Alejandro Sanz                                                                                 | Juanes          |
| 2002 | Los Angeles         | Vicente Fernández  | Y sólo se me ocurre amarte Alejandro Sanz                                 | MTV Unplugged Alejandro Sanz                               | Y sólo se me ocurre amarte Alejandro Sanz                                                                      | Jorge Moreno    |
| 2003 | Miami               | Gilberto Gil       | Es por tí Juanes                                                          | Un Día Normal Juanes                                       | Es por tí Juanes                                                                                               | David Bisbal    |
| 2004 | Los Angeles         | Carlos Santana     | No es lo mismo Alejandro Sanz                                             | No es lo mismo Alejandro Sanz                              | No es lo mismo Alejandro Sanz                                                                                  | Maria Rita      |
| 2005 | Los Angeles         | José José          | Tu no tienes alma Alejandro Sanz                                          | Cantando histórias Ivan Lins                               | Tu no tienes alma Alejandro Sanz                                                                               | Bebe            |
| 2006 | New York            | Ricky Martin       | La Tortura Shakira feat. Alejandro Sanz                                   | Fijación oral vol. 1 Shakira                               | La tortura Shakira feat. Alejandro Sanz Shakira, Luis F. Ochoa                                                 | Calle 13        |
| 2007 | Las Vegas           | Juan Luis Guerra   | La llave de mi corazón Juan Luis Guerra                                   | La llave de mi corazón Juan Luis Guerra                    | La llave de mi corazón Juan Luis Guerra                                                                        | Jesse & Joy     |
| 2008 | Houston             | Gloria Estefan     | Me enamora Juanes                                                         | La vida... es un ratico Juanes                             | Me enamora Juanes                                                                                              | Kany García     |
| 2009 | Las Vegas           | Juan Gabriel       | No hay nadie como tú Calle 13 feat. Café Tacuba                           | Los de atrás vienen conmigo Calle 13                       | Aquí estoy yo Luis Fonsi feat. David Bisbal, Noel Schajris, Aleks Syntek Claudia Brant, Luis Fonsi, Gen Reuben | Alexander Acha  |
| 2010 | Las Vegas           | Plácido Domingo    | Mientes Camila                                                            | A son de guerra Juan Luis Guerra                           | Mientes Camila Mario Domm, Mónica Vélez                                                                        | Alex Cuba       |
| 2011 | Las Vegas           | Shakira            | Latinoamérica Calle 13 feat. Totó la Momposina, Susana Baca en Maria Rita | Entren los que quieren Calle 13                            | Latinoamérica Calle 13 feat. Totó la Momposina, Susana Baca, Maria Rita Rafa Arcaute, Calle 13                 | Sie7e           |
| 2012 | Las Vegas           | Caetano Veloso     | ¡Corre! Jesse & Joy                                                       | Juanes MTV Unplugged Juanes                                | ¡Corre! Jesse & Joy Jesse & Joy, Tommy Torres                                                                  | 3Ball MTY       |
| 2013 | Las Vegas           | Miguel Bosé        | Vivir mi vida Marc Anthony                                                | Vida Draco Rosa                                            | Volví a nacer Carlos Vives Andrés Castro, Carlos Vives                                                         | Gaby Moreno     |
| 2014 | Las Vegas           | Joan Manuel Serrat | Universos Paralelos Jorge Drexler feat. Ana Tijoux                        | Canción andaluza Paco de Lucía                             | Bailando Enrique Iglesias feat. Descemer Bueno en Gente de Zona Enrique Iglesias, Descemer Bueno               | Mariana Vega    |
| 2015 | Las Vegas           | Roberto Carlos     | Hasta la Raíz Natalia Lafourcade                                          | Todo Tiene Su Hora Juan Luis Guerra met 4.40               | Hasta la Raíz Natalia Lafourcade Leonel García, Natalia Lafourcade                                             | Monsieur Periné |
| 2016 | Las Vegas           | Marc Anthony       | La Bicicleta Carlos Vives en Shakira                                      | Los Dúo 2 Juan Gabriel                                     | La Bicicleta Carlos Vives en Shakira Andrés Castro, Shakira, Carlos Vives                                      | Manuel Medrano  |
| 2017 | Las Vegas           | Alejandro Sanz     | Despacito Luis Fonsi feat. Daddy Yankee                                   | Salsa Big Band Rubén Blades met Roberto Delgado & Orquesta | Despacito Luis Fonsi feat. Daddy Yankee Daddy Yankee, Erika Ender, Luis Fonsi                                  | Vicente García  |

Na de editie van 2014 zijn de meeste prijzen naar artiesten van de Mexicaanse nationaliteit gegaan (136), gevolgd door Brazilië (135), Spanje (57), Colombia (56) en Puerto Rico (57).